# Contrat d’achat d’énergies renouvelables
Cet article court présente un sujet plus développé dans : Vente directe d'électricité et Biomethane Purchase Agreement.
En droit français, un contrat d'achat d'énergies renouvelables est signé entre un producteur d'énergie renouvelable et un consommateur, avec ou sans la participation d'un fournisseur d'énergie. Les consommateurs peuvent être des sociétés privées ou des collectivités locales, depuis la loi relative à l'accélération de la production d'énergies renouvelables de mars 2023,.
Selon les cas, l'énergie peut être produite à proximité du lieu de consommation, par exemple en autoconsommation individuelle ou collective, ou bien plus éloignée.
Les informations sur ces contrats sont détaillées sur les pages suivantes :
- vente directe d'électricité, également connue sous l'acronyme anglophone PPA pour Power Purchase Agreement
- Biomethane Purchase Agreement (BPA), inscrit en droit français comme « vente directe de gaz renouvelable ».